# Embry
Embry (Nederlands: Embreke) is een gemeente in het Franse departement Pas-de-Calais (regio Hauts-de-France) en telt 203 inwoners (1999). De plaats maakt deel uit van het arrondissement Montreuil.
Het dorp is vanaf de 9e eeuw geattesteerd als Embriaco of Embreka (9e eeuw).

## Geografie
De oppervlakte van Embry bedraagt 11,9 km², de bevolkingsdichtheid is 17,1 inwoners per km².
De onderstaande kaart toont de ligging van Embry met de belangrijkste infrastructuur en aangrenzende gemeenten.

## Demografie
Onderstaande figuur toont het verloop van het inwonertal (bron: INSEE-tellingen).